# Martinien Tega
Martinien Tega (né le 11 décembre 1981) est un coureur cycliste camerounais.

## Palmarès
- 2003
  - 2e du Grand Prix Chantal Biya
  - 7e étape du Tour du Sénégal
- 2004
  -  Champion du Cameroun sur route
  - Tour du Cameroun  :
    - Classement général
    - 3e étape
- 2006
  - 1re étape du Tour de l'est international
  - 2e du Tour du Faso
- 2007
  - 7e étape du Tour de l'est international
  - 3e du Tour de l'est international
- 2008
  - 3e étape du Tour du Sénégal
  - 3e étape du Tour du Cameroun
  - 2e du Tour du Cameroun
- 2009
  - 2e étape du Tour du Cameroun
  - 3e étape du Grand Prix Chantal Biya
  - 3e du championnat du Cameroun sur route
- 2010
  - Grand Prix Chantal Biya :
    - Classement général
    - 1re étape

  - 3e du Tour du Cameroun
- 2011
  - 2e du Tour du Cameroun
  - 2e du Tour du Faso

## Classements mondiaux
| Année           | 2005 | 2006 | 2007 | 2008 | 2009 | 2010 | 2011 | 2012 |
| --------------- | ---- | ---- | ---- | ---- | ---- | ---- | ---- | ---- |
| UCI Africa Tour | 61e  | 41e  | 22e  | 48e  | 15e  | 50e  | 14e  | 42e  |